# Félix Monti
Félix Monti (La Quiaca, província de Jujuy, 6 de gener de 1938) és un director de fotografia argentí.
Ha dirigit la fotografia de més de vint pel·lícules reconegudes a Brasil i Argentina, entre elles La historia oficial (1985), Oscar a la millor pel·lícula de parla no anglesa, La niña santa (2004) i El secreto de sus ojos, també nominada als premis de l'Acadèmia.

## Filmografia (parcial)
- La Historia oficial (1985)
- Gringo viejo (1989)
- The Plague (1992)
- Un Muro de Silencio (1993)
- Bela Donna (1998)
- O Auto da Compadecida (2000)
- Caramuru: A Invenção do Brasil (2001)
- Rosarigasinos (2001)
- A Partilha (2001)
- Assassination Tango (2002)
- A Paixão de Jacobina (2002)
- Peligrosa obsesión (2004)
- La niña santa (2004)
- Nordeste (2005)
- Luz de domingo (2007)
- Sangre de mayo (2008)
- El secreto de sus ojos (2009)
- Igualita a mí (2010)
- Al final del túnel (2016)
- Los padecientes (2017)
- El robo del siglo (2020)

## Televisió (parcial)
- Vientos de agua (2005) Sèrie de televisió

## Premis
Medalles del Cercle d'Escriptors Cinematogràfics
| Any     | Categoria         | Pel·lícula             | Resultat  |
| ------- | ----------------- | ---------------------- | --------- |
| 2007[4] | Millor fotografia | Luz de domingo         | Guanyador |
| 2008[5] | Millor fotografia | Sangre de mayo         | Guanyador |
| 2009[6] | Millor fotografia | El secreto de sus ojos | Guanyador |
Còndor de plata
- 1986 per La historia oficial
- 1987 per Tangos, el exilio de Gardel
- 1993 per El viaje
- 1994 per De eso no se habla
- 1995 per Una sombra ya pronto serás
- 2010 per El secreto de sus ojos
- 2011 per El mural

Festival Internacional del Nou Cinema Llatinoamericà de l'Havana (1992)Millor fotografia per El viaje